# José María Carbonell Martínez
José María Carbonell Martínez (Santa Fe de Bogota, 3 de febrer de 1778 - 19 de juny de 1816) fou un polític colombià i un heroi de la resistència colombiana contra la reconquesta espanyola de Nova Granada. Fill de José Carbonell i de María Josefa Martínez Valderrama, va començar els seus estudis al Colegio Mayor de San Bartolomé. Després va treballar a la Expedición Botánica com amanuense de l'expedició sota les ordres de Sinforoso Mutis. Va escriure com amanuense la Història de los árboles de la quina, obra pòstuma del savi José Celestino Mutis. L'ambient de llibertat i d'independència que es vivia a l'Expedició Botànica va ser essencial en el pensament i l'acció de Carbonell que creia el més important d'una revolució era l'acció del poble. Va ser un dels més actius i decisius participants de la revolució contra els espanyols que es va produir a Colòmbia el 20 de juliol de 1810. Fou penjat el 19 de juny de 1816 a la Huerta de Jaime, a Bogotá.
El 24 de novembre de 2009, amb la finalitat de celebrar els dos cents anys de la independència de Colòmbia, el 20 de juliol de 2010, va aparèixer en una sèrie de segells postals representant diversos herois d'aquesta època.